# Islamžan Nasyrov
Islamžan Kasymžanovič Nasyrov (in russo Исламжан Касымжанович Насыров?; in kazako Исламжан Қасымжанұлы Насыров?, Islamjan Qasymjanūly Nasyrov; Lužki, 8 aprile 1998) è un calciatore russo, difensore del Volgar' Astrachan'.

## Caratteristiche tecniche
È un terzino sinistro.

## Carriera
Ha esordito in Prem'er-Liga il 17 agosto 2019 disputando con l'Ural l'incontro perso 3-1 contro il Kryl'ja Sovetov Samara.